# Callensburg
Callensburg är en kommun av typen borough i Clarion County i Pennsylvania. Vid 2010 års folkräkning hade Callensburg 207 invånare.